# Tomáš Borek
Tomáš Borek (Karlovy Vary, 4 aprile 1986) è un calciatore ceco, centrocampista del Příbram.

## Carriera

### Club
Nel 2011 è stato acquistato dal Bohemians 1905 firmando un contratto con scadenza nel 2013.